# Compton Beauchamp
Compton Beauchamp – osada w Anglii, w hrabstwie Oxfordshire, w dystrykcie Vale of White Horse. Leży 30 km na południowy zachód od Oksfordu i 103 km na zachód od Londynu. W 2001 miejscowość liczyła 50 mieszkańców.